# ゴネス
ゴネス （Gonesse）は、フランスのイル＝ド＝フランス地域圏ヴァル＝ドワーズ県のコミューン。

## 地理
パリ中心部より北北東約18kmの位置にある。ゴネスは、ペイ・ド・フランス地方近くの、小さなクルー川谷の両岸に広がる。

## 交通
- 鉄道 - RER D線ヴィリエ＝ル＝ベル-ゴネス-アルヌヴィル駅

## 歴史

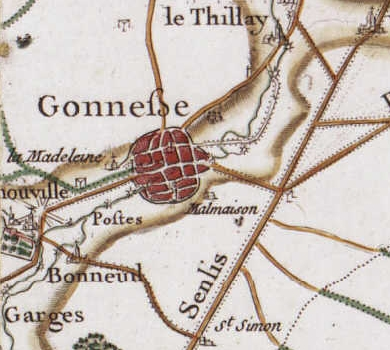
1780年代のゴネス

832年にゴネスの名が現れる以前は、Gaunissaの名があり、多くの発掘物の出土から先史時代より人が定住していたことがわかっている。
ゴネスはユーグ・カペーによって王領とされた。
1210年、ゴネスに病院がつくられ、尊敬を集めた。
ルイ9世は、ゴネス住民を農奴の身分から解放した。
11世紀から14世紀のゴネスは、gaunaceと呼ばれる羊毛の織物で知られていた。クルー川沿いの風車では糸が撚られ、布が織られていた。織物と革の売買が盛んに行われていた。
13世紀から、ゴネスの小麦粉やパンが熱心に求められるようになった。15世紀から17世紀、ゴネス産のコムギで作られたパンの品質は、例として『ゴネスのロールパン』（le pain mollet de Gonesse）と呼ばれ、しっかりした評判を得ていた。
14世紀には防衛が強化されていた村を、1429年にジャンヌ・ダルクが通過している。国民的英雄はダーム＝ジャンヌの泉で水を飲むため足を止めたと伝えられるが、この泉は消えうせてしまっている。
ルイ11世時代の1465年、ブルゴーニュ派の軍隊が王に従うすべての物を略奪して荒らした。
ユグノー戦争やフロンドの乱において、ゴネスは戦場となった。
1783年8月27日、ジャック・シャルルがつくった世界初のガス気球が、16kmの飛行に成功し着陸した。

## 姉妹都市
- レオネッサ、イタリア

## 出身者
- シモン・アブカリアン - 俳優
- フィリップ2世 - カペー朝第7代国王
- モハメド・フォファナ - サッカー選手
- アナベル・ウラニ - 柔道家
- アブバカル・カマラ - サッカー選手
- アクセル・ディサシ - サッカー選手